# Туриков, Алексей Митрофанович
Алексей Митрофанович Туриков (3 февраля 1920 — 22 марта 1985) — советский лётчик, участник Великой Отечественной и Советско-японской войн, штурман эскадрильи 99-го бомбардировочного авиационного полка 223-й бомбардировочной авиационной дивизии 2-го бомбардировочного авиационного корпуса 16-й воздушной армии, капитан, Герой Советского Союза.

## Биография
Родился 3 февраля 1920 года в деревне Зальково (ныне — Монастырщинского района Смоленской области) в семье крестьянина.
С 1922 года семья Туриковых жила в посёлке Внуково того же района. Окончив Внуковскую начальную и Монастырщинскую семилетнюю школы, Алексей Туриков поступил в Соболевское педагогическое училище. После окончания училища работал учителем.
В Красной Армии с 1938 года. В 1940 году окончил Мелитопольское военное авиационное училище лётчиков-наблюдателей. Член ВКП(б)/КПСС с 1943 года.
Участник Великой Отечественной войны с июня 1941 года. 24 июня 1941 года на Западном фронте лейтенант Туриков впервые встретился с врагом. Потом он сражался на Юго-Западном, Южном, Донском, 1-м Белорусском и Центральном фронтах. Был дважды ранен.
Принимал участие в уничтожении мотомехколонн и живой силы противника в боях под Оршей, Брянском, Конотопом, Харьковом, Ростовом-на-Дону, Сталинградом. В течение 17 месяцев совершил 145 боевых вылетов, из них 40 вылетов на разведку войск и коммуникаций противника. 10 боевых вылетов совершил по уничтожению окружённой вражеской группировки под Сталинградом.
На Сталинградском участке фронта капитан Туриков участвовал в должности штурмана эскадрильи 99-го ближнебомбардировочного авиационного полка. Летал в экипаже Героя Советского Союза капитана А. П. Смирнова с воздушным стрелком-радистом младшим лейтенантом Н. Б. Стратиевским, который позже был удостоен звания Героя Советского Союза. Провел 75 воздушных боёв с истребителями противника, 5 раз был сбит зенитной артиллерией и истребителями, 3 раза горел вместе со своим самолётом, 2 раза был ранен в воздушных боях. Уничтожил 11 танков, 75 автомашин, 25 орудий, 3 зенитные батареи, 2 железнодорожных и 7 деревянных мостов, разрушил 8 переправ, уничтожил 4 самолёта противника.
Указом Президиума Верховного Совета СССР от 1 мая 1943 года за образцовое выполнение боевых заданий командования на фронте борьбы с немецкими захватчиками и проявленные при этом отвагу и геройство капитану Турикову Алексею Митрофановичу присвоено звание Героя Советского Союза с вручением ордена Ленина и медали «Золотая Звезда» (№ 1028).
Всего за время Великой Отечественной войны А. М. Туриков совершил более 200 боевых вылетов, из них 40 на разведку глубоких тылов врага, и 150 вылетов ведущим группы, провёл 170 воздушных боёв с истребителями противника, во время которых лично сбил 6 вражеских самолётов. Бомбардировочными ударами нанёс противнику огромный урон в живой силе и технике. Свой славный боевой путь он закончил в Маньчжурии, сражаясь на самолётах-истребителях.
После войны продолжал службу в ВВС. В 1945 году окончил Борисоглебское военное авиационное училище лётчиков, в 1954 году — Военно-воздушную академию.
В 1960 году полковник А. М. Туриков уволился в запас. Жил в городе Калининград (ныне Королёв) Московской области. Умер 22 марта 1985 года.

## Награды
- Медаль «Золотая Звезда» Героя Советского Союза;
- орден Ленина;
- два ордена Красного Знамени;
- два ордена Отечественной войны 1 степени;
- орден Красной Звезды;
- медали.

## Память
На родине, в городе Монастырщина, на Аллее Героев установлена стела.